# Le Profiler
Pour plus de détails, voir Fiche technique et Distribution.
Le Profiler (When the Bough Breaks) est un film américain, un thriller psychologique écrit et réalisé par Michael Cohn, sorti en 1993.

## Synopsis
À Houston, un adolescent trouve une main humaine. L'enquête est confiée au Capitaine Swaggert. Sa hiérarchie lui impose l'agent Audrey Macleahune, une jeune inspectrice spécialisée dans le profilage psychologique des criminels...

## Fiche technique
- Titre : Le Profiler
- Titre original : When the Bough Breaks
- Réalisation : Michael Cohn
- Scénario : Michael Cohn
- Durée : 105 min
- Date de sortie : 1993

## Distribution
- Ally Walker : agent spécial Audrey Macleah
- Martin Sheen (VF : Philippe Dumond) : capitaine Swaggert
- Ron Perlman : Dr. Douglas Eben
- Tara Subkoff : Jordan Thomas / Jennifer Lynn Eben
- Robert Knepper : lieutenant Jimmy Creedmore
- Scott Lawrence (en) : sergent Footman
- John P. Connolly : sergent Belvin
- Dick Welsbacher : médecin légiste Vince Hess
- James Medina : sergent Delarand
- Ron Recasner : Dr. Singer
- Juan Antonio Devoto : Danny
- Christopher Doyle : Howard Speckett
- Gina Philips : adolescente